# 국제 e스포츠 연맹
국제e스포츠연맹(International e-Sports Federation, 이하 IESF)은 대한민국의 주도로 8개국과 함께 2008년 8월 11일 부산에서 설립한 비영리 국제 e스포츠 단체이다. 그 설립 목적은 국제적인 e스포츠 인프라 구축과 공인 종목의 선정 기준, 국제 선수와 심판 기준 제정등을 통하여 국제 e스포츠를 표준화하며 국제적인 e스포츠 대회를 개최하는 데 있다. 2023년 현재 국제e스포츠연맹의 회장은 사우디아라비아의 파이살 빈 반다르 빈 술탄 알 사우드이다.

## 역사
국제e스포츠연맹은 2008년 8월 11일 부산의 누리마루에서 대한민국을 비롯한 8개국(독일, 오스트리아, 덴마크, 네덜란드, 벨기에, 스위스, 중화민국, 베트남)이 IeSF 발족을 위한 협약서에 서명하여 공식적으로 설립되었다. 2008년 11월 13일 제 1회 창설회의를 통하여 3년 임기의 초대 회장으로 김신배 전한국e스포츠협회 회장이, 부회장으로 프랭크 슬리카 독일e스포츠연맹 회장이 선출되었으며 총회, 이사회, 임원 선임, 위원회, 사무국 등 각 조직구성 및 의결에 대한 기본적인 내용을 골자로한 국제e-스포츠연맹 정관을 승인하였다. 제 1회 창설회의에서 정해진 정관에 따라 2009년 5월 13일 오원석 초대 사무총장이 취임하였다.
2013년 5월 국제e스포츠연맹은 세계반도핑기구에 정식으로 가입하였다. 또한 같은 해 국제e스포츠연맹은 2013년 실내 무도 아시안 게임의 e스포츠 종목의 관할 단체로 참가하였다. 이는 올림픽 관련 대회에 e스포츠와 국제e스포츠연맹이 소개된 최초의 경기이다.
국제e스포츠연맹은 2014년 7월부터 종목에 따라 남성부와 여성부로 분리하던 정책을 개정하여 여성도 남성부에 참가할 수 있도록 하였다.
국제e스포츠연맹은 2016년 2월 19일 국제올림픽위원회(IOC) 회원자격 획득을 위해 IOC에 공식 가입을 신청했고, 2016년 4월 8일 IOC로부터 가맹 승인을 위한 공식 절차를 진행하라는 서한을 받고 이를 진행 중이다.

### IeSF 공식 경기
2009년 12월 10일 대한민국 강원도 태백에서 국제e스포츠연맹이 주최하는 첫 국제경기인 IeSF 챌린지(2009 IeSF Challenge) 가 개회하였다. 5일간 열린 이 대회에는 각 국에서 인증받은 200여명의 선수와 임원진이 참여하였다. 기존 e스포츠 국제대회들과 달리 각국 정부에서 인증한 국가대표들의 대회라는 점에서 향후 e스포츠 올림픽으로의 발전 가능성을 보여주었다. 대회와 함께 열린 총회를 통하여 스페인과 영국, 남아프리카공화국을 비롯한 6개국이 회원국으로 승인되었으며, 심판위원회에 대한 국제 표준안이 발표되었다.
2010년 10월 29일부터 10월 31일까지 회원국 국가대표 선수들을 대상으로 연맹의 공식 경기인 IeSF 그랜드 파이널(IeSF Grand Final)과 정기 총회가 대구에서 성공리에 개최되어 한국이 종합우승하였다. 대회의 공식으로 워크래프트 3와 피파 온라인2, 2종목, 시범으로는 홈런배틀3D, 2011 프로야구, 테라-영혼의 혼돈, 아바 (A.V.A.), 그랜드체이스, 5종목이 치루어 졌다. 이번 대회에서 한국 대표팀은 3개의 금메달을 획득하였다.
국제e스포츠연맹은 10월 31일 대구 EXCO에서 정기총회를 열고 신규 회원국인 노르웨이, 러시아, 브라질, 이스라엘, 이탈리아, 인도, 중국등 10개국에 대한 승인 작업을 마무리하였다. 국제e스포츠연맹 오원석 사무총장은 "향후에도 북미, 오세아니아 등 2013년까지 45개국으로 회원국을 확대하고 국제스포츠기구에 등록도 계획대로 추진해 나갈 방침"이라고 전했다.
2011년 10월 7일부터 9일까지 안동에서 국제공식대회인 IeSF 월드챔피언쉽(IeSF 2011 World Championship)이 개회하여 스웨덴이 종합 우승하였다. 한국은 준우승을 차지했다. 또한 공식 대회와 함께 국제e스포츠연맹 공식 총회가 열려 스웨덴, 세르비아, 나미비아, 아제르바이잔, 스리랑카, 방글라데시, 그리스, 미국이 신규 회원국으로 승인받았다.

#### 현황
| 개최년도 | 공식 대회 명칭        | 장소                 | 종목                                                                               | 우승국   | 준우승국       |
| -------- | --------------------- | -------------------- | ---------------------------------------------------------------------------------- | -------- | -------------- |
| 2009     | IeSF 챌린지           | 대한민국, 태백       | 피파 온라인, 워크래프트 III: 프로즌 쓰론                                           | 대한민국 | 중화인민공화국 |
| 2010     | IeSF 그랜드 파이널    | 대한민국, 대구       | 피파 온라인, 워크래프트 III: 프로즌 쓰론                                           | 대한민국 | 네덜란드       |
| 2011     | IeSF 월드 챔피언쉽    | 대한민국, 안동       | 피파 온라인, 스타크래프트 II                                                       | 스웨덴   | 대한민국       |
| 2012     | IeSF 월드 챔피언쉽    | 대한민국, 천안       | A.V.A., 스타크래프트 II, 철권 태그 토너먼트 2                                      | 대한민국 | 오스트리아     |
| 2013     | IeSF 월드 챔피언쉽    | 루마니아, 부쿠레슈티 | A.V.A., 리그 오브 레전드, 스타크래프트 II, 철권 태그 토너먼트 2                    | 대한민국 | 스웨덴         |
| 2014     | e스포츠 월드 챔피언쉽 | 아제르바이잔, 바쿠   | 도타 2, 하스스톤, 울트라 스트리트 파이터 IV, 스타크래프트 II, 철권 태그 토너먼트 2 | 대한민국 | 중화인민공화국 |
| 2015     | e스포츠 월드 챔피언쉽 | 대한민국, 서울       | 리그 오브 레전드, 스타크래프트 II, 하스스톤: 워크래프트의 영웅들                   | 세르비아 | 대한민국       |
| 2016     | e스포츠 월드 챔피언쉽 | 자카르타, 인도네시아 | 카운터 스트라이크: 글로벌 오펜시브, 리그 오브 레전드, 하스스톤                     | 대한민국 | 핀란드         |

## 회원국

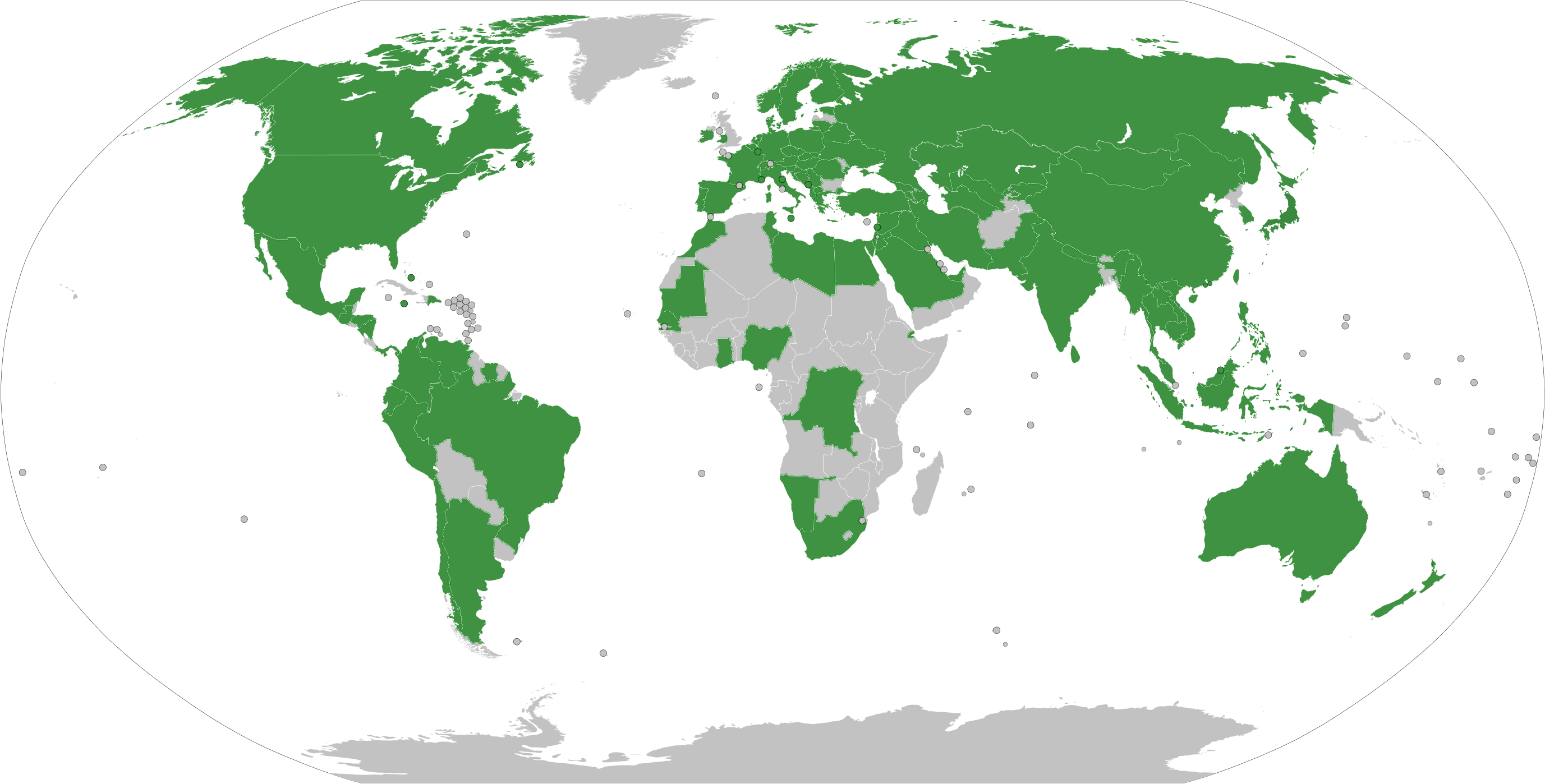
회원국

국제e스포츠연맹은 2008년 설립 이후로 총 43개의 정식 회원국이 가입해있다.
| - 나미비아 - 남아프리카 공화국 (MSSA) - 네덜란드 (NK Gaming) - 노르웨이 - 뉴질랜드 - 대한민국 (KeSPA) - 덴마크 (ESD) - 독일 (ESBD) - 러시아 - 루마니아 (PGL) - 북마케도니아 - 말레이시아 (MeSF) - 몰디브 - 몽골 - 베트남 (e.SPORTS VIETNAM) - 벨기에 (BESF) |  | - 브라질 - 세르비아 - 스리랑카 - 스웨덴 - 스위스 (SeSF) - 스페인 (ESS) - 싱가포르 (eSAS) - 아랍에미리트 - 아르헨티나 - 아일랜드 - 아제르바이잔 - 오스트레일리아 - 오스트리아 (eSVÖ) - 우크라이나 - 이란 - 이스라엘 |  | - 이집트 - 이탈리아 - 인도 - 인도네시아 - 조지아 - 중화민국 (TeSL) - 중화인민공화국 - 카자흐스탄 - 캄보디아 - 타지키스탄 - 태국 - 튀니지 - 핀란드 - 필리핀 |

창립국과 회원국은 국제e스포츠연맹의 총회 및 운영에 참가하여 의결권을 행사할 권리를 가진다. 국제e스포츠연맹에 가입신청을 한 국가 이스포츠 기관은 의결권이 없는 준회원국 자격이 된다. 국제e스포츠연맹에 가입하기 위해서는 해당 국가 정부의 승인을 받은 e스포츠단체 이어야한다.

## 참고자료
- 국제e스포츠협의체 조직 및 제도 연구, 한국게임산업진흥원, 2008
- 국제e스포츠협의체 조직 및 제도 연구 :IeSF의 대안적 정관개발, 한국게임산업진흥원, 2008